# Sergej Vasilenko

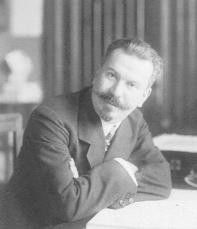
Sergej Vasilenko

Sergej Nikiforovitsj Vasilenko (Russisch: Сергей Никифоровичем Василенко) (Moskou, 30 maart 1872 – Moskou, 11 maart 1956) was een Russisch muziekpedagoog, dirigent en componist.

## Biografie
Vasilenko studeerde eerst rechten aan de universiteit van Moskou. Daarna studeerde hij aan diezelfde universiteit muziektheorie bij Aleksandr Gretsjaninov, harmonieleer bij Protopopov en compositie bij Georgi Konjoes. In 1896 studeerde hij daar af, terwijl hij al in 1895 zijn muziekstudie voortzette aan het conservatorium van Moskou. Daar was hij leerling van Sergej Tanejev, Michail Ippolitov-Ivanov en Vasili Safonov. Hij kreeg een prijs voor zijn opera De legende van de grote stad Kitezj en het stille meer Svetojar. Naast zijn werk als componist, dirigeerde hij ook aan de Mamontov-opera en van 1907 tot 1917 was hij artistiek directeur en dirigent in Moskou.
Vanaf 1906 begon hij zelf les te geven. Hij zette dat voort tot aan zijn dood, op een korte pauze in de oorlogsjaren na. Zoals zo vaak in die tijd, werden componisten in de gelegenheid gesteld diverse uithoeken van de Sovjet-Unie te bezoeken om de volksliederen later in composities te verwerken; Vasilenko is in dat kader in Turkmenistan, Oezbekistan en  Oekraïne geweest. Hij verwerkte de indrukken in zijn composities en combineerde deze met traditionele kerkmuziek (denk hierbij aan zijn opleiding door Gretsjaninov).

## Oeuvre (selectief)
- Opera:
  - De legende van de grote stad Kitezj en het stille meer Svetojar (1902);
  - De zoon van de zon (1929);
  - Christofel Columbus (1933);
  - Soevorov (1941);
  - De zigeuners (naar Aleksandr Poesjkin).

- Ballet
  - Noja

- Symfonieorkest:
  - 5 symfonieën;
  - episch gedicht;
  - De tuin van de dood; symfonisch gedicht naar werk van Oscar Wilde;
  - Suite In de zon;
  - Drie bloedige veldslagen (naar Lev Tolstoj);
  - Vioolconcert (1913);
  - Chinese Suites opus 60 nr. 1 in 1928; 1931).
  - Indiase Suite opus 42bis (uit ballet Noja);
  - Cantate voor de 20e verjaardag van de Oktoberrevolutie.

- Kamermuziek:
  - 4 strijkkwartetten;
  - blaaskwartet;
  - Sonate in d klein voor altviool en piano, opus 46 (1923)

etc.
- Bibliothèque nationale de France: cb139829551 (data)
- CiNii: DA1093540X
- Gemeinsame Normdatei: 135000742
- International Standard Name Identifier: 0000 0001 1001 894X
- Library of Congress Control Number: n81108510
- Nationale Bibliotheek van Letland: 000214592
- MusicBrainz: a44353fb-85bf-47de-bafe-0238d6729ccd
- Nationale Bibliotheek van Tsjechië: xx0064105
- Nationale bibliotheek van Australië: 36341682
- Nationale Bibliotheek van Israël: 987007283534005171
- Nationale en Universitaire bibliotheek Zagreb: 000774678
- Nederlandse Thesaurus van Auteursnamen: 183610652
- Réseau des bibliothèques de Suisse occidentale: 02-A013504844
- Système universitaire de documentation: 134756797
- Trove: 1248725
- Virtual International Authority File: 103630147
- WorldCat: E39PBJkXqJCpRXjkdWygpj3vpP